# Enea Silvio Piccolomini (generale)
Enea Silvio Piccolomini (Siena, 1640 circa – Prizren, 9 novembre 1689) è stato un nobile e generale italiano proveniente dalla una nota famiglia senese dei Piccolomini, che prestò servizio nell'esercito asburgico.
È noto per aver guidato una campagna contro gli ottomani in Kosovo, Bosnia e Macedonia nel 1689 e per aver dato fuoco a Skopje, l'attuale capitale della Repubblica di Macedonia del Nord.

## Biografia
Enea Silvio Piccolomini proveniva dalla nobile famiglia dei Piccolomini di Siena, che aveva avuto tra i suoi uomini più illustri due papi: Pio II (al secolo Enea Silvio Piccolomini) e Pio III (al secolo Francesco Todeschini Piccolomini), così come il Feldmaresciallo Ottavio Piccolomini.
In quel periodo i giovani nobili lasciavano Siena e contattavano l'importante lobby italiana a Vienna, sperando di ottenere posizioni minori in qualche reggimento tedesco. Nel febbraio 1660 anche Enea Silvio lasciò Siena per cercare fortuna a Vienna. Suo padre gli mise a disposizione un appartamento nella capitale imperiale, con un paggio, due valletti e uno stalliere per i suoi cavalli, mentre il giovane cercava di ottenere un'udienza dall'imperatore Leopoldo I, dall'imperatrice, dall'arciduca e da importanti ministri contando sulle credenziali dei suoi famosi antenati.
La svolta giunse quando riuscì a ottenere un posto nel reggimento del ministro Conte Rabatta. La situazione di Enea Silvio, come quella di altri giovani ufficiali tedeschi e italiani, era precaria. Quando l'imperatore sciolse alcuni dei suoi reggimenti, nell'ottobre del 1660, sfuggì per un pelo alla completa disoccupazione e fu felice di essere una semplice cometa nel reggimento di cavalleria del suo patrono.
Nel 1675 Enea Silvio ottenne la promozione a tenente colonnello durante una campagna. Descrisse alcuni scontri disperati e sanguinosi che combatté contro i francesi nella Renania sotto Raimondo Montecuccoli.
Sebbene la sua protettrice di corte, l'imperatrice Claudia Felicita d'Austria morì nel 1676, ottenne un'improvvisa popolarità nella corte e nel gennaio 1677 si descrisse come festeggiato dall'imperatore e da tutti i ministri di Vienna, apparentemente con tanti amici a corte come se non l'avesse mai lasciata. L'ultima lettera del novembre 1681 lo mostra negoziare, tramite l'imperatrice vedova Leonora, per la posizione di paggi per i suoi nipoti; per lui rappresentavano altri due Piccolomini e senesi in Germania.

## Campagna nei Balcani
Dopo l'assedio di Vienna (1683), l'imperatore Leopoldo I organizzò una serie di campagne contro gli ottomani (vedi: Grande guerra turca), per conquistare i territori dei Balcani.
Durante la battaglia di Mohács  Enea Silvio Piccolomini, all'epoca luogotenente generale, con alcuni dei suoi reggimenti di cavalleria contrattaccò con successo e fermò l'attacco della cavalleria ottomana Sipahi numericamente molto superiore, aiutando a salvare l'ala sinistra dell'esercito asburgico.
Nel 1689 una delle campagne austriache fu guidata dal Piccolomini con un esercito in Kosovo, dove fu accolto dal patriarca Arsenije III (Čarnojević) e da un gran numero di serbi che si unirono al suo esercito.
Tentò di conquistare i territori ottomani del Kosovo, Bosnia e Macedonia. Durante l'offensiva, la città di Skopje, l'attuale capitale della Repubblica di Macedonia, fu colpita da epidemie di colera. Per impedire lo scoppio della malattia, o, secondo altri resoconti, per vendicarsi dell'assedio di Vienna, il generale Piccolomini ordinò che la città fosse bruciata (vedi Incendio di Skopje). Contrasse il colera lui stesso a Skopje, il suo esercito venne sconfitto e molti dei serbi fuggirono in esilio, guidati dal patriarca.